# At peace
At peace is het elfde studioalbum van Jade Warrior. Het album is in vier dagen opgenomen in de Rosemary Cottage (huis van Duhig) te Langport te Somerset. De muziek op At peace is geheel verstild. Er zijn wilde uithalen meer van Duhig, een muziek nadert de Westerse new-agemuziek. Ook de ooit zo herkenbare Oosterse klanken van Fields’ fluiten is weggelaten. Het was het laatste album met Duhig, die in 1990 overleed. 

## Musici
- Jon Field – dwarsfluiten, synthesizers
- Tony Duhig – gitaar, synthesizers

## Muziek
Alle van Jade Warrior. 

| Nr. | Titel        | Duur  |
| --- | ------------ | ----- |
| 1.  | At peace     | 13:28 |
| 2.  | Quiet stream | 8:38  |
| 3.  | Sedgemoor    | 21:51 |